# Fighting the World
Fighting The World es el quinto álbum de la banda estadounidense de heavy metal Manowar. 
Con una duración de 34:16 minutos y grabado el 17 de febrero de 1987, se presenta como un disco más comercial que los anteriores, llegando a aparecer incluso en la MTV.

## Lista de canciones
1. Fighting the World – 3:46
2. Blow Your Speakers – 3:36
3. Carry On – 4:08
4. Violence and Bloodshed – 3:59
5. Defender – 6:01
6. Drums of Doom – 1:18
7. Holy War – 4:40
8. Master of Revenge – 1:30
9. Black Wind, Fire and Steel – 5:17

## Formación
- Eric Adams: Voz
- Ross the Boss: Guitarra y teclado
- Joey DeMaio: Bajo
- Scott Columbus: Batería

## Curiosidades
- La canción Defender tiene una introducción a cargo de Orson Welles. La grabación se había hecho originalmente para el disco debut de la banda, Battle Hymns. El álbum se publicó dos años después de la muerte de Welles.